# Sam Dockery
Samuel Dockery (Lawnside, 1929 – Burlington, 21 de diciembre de 2015), apodado Sure-Footed Sam, fue pianista y músico estadounidense presente en la escena del jazz de Philadelphia desde la década de los 50. Dockery was born in Camden, New Jersey. Aparece en 11 grabaciones como pianista de Art Blakey & the Jazz Messengers y compuso "Sam's Tune" que aparece en las grabaciones Blue Note Ritual de 1957. En 1963 fue pianista para la banda de Betty Carter en el club de jazz Birdland, y encabezó La Sam Dockery Trio en Philadelphia durante la década de los 90. Dio clases en la Universidad de las Artes. Murió en su casa en 2015, a los 86 años.

## Discografía
Con Art Blakey
- Originally (Columbia, 1956) - unreleased until 1982
- Hard Bop (Columbia, 1956)
- Originally (Columbia, 1956 [1982])
- Drum Suite (Columbia, 1956)
- Mirage (Savoy, 1957)
- Ritual: The Modern Jazz Messengers (Pacific Jazz, 1957)
- Selections from Lerner and Loewe's... (Vik, 1957)
- A Night in Tunisia (Vik, 1957)
- Cu-Bop (Jubilee, 1957)
- Tough! (Cadet, 1957 [1966])
- Hard Drive (Bethlehem, 1957)

Con Clifford Brown
- The Beginning and the End (Columbia, 1973) - 1956 performance recorded in Philadelphia

Con Butch Ballard y Dylan Taylor
- Mozaic